# Kôprová dolina
Die Kôprová dolina (deutsch Koprovatal oder Dillental, ungarisch Koprova-völgy oder Kapor-völgy, polnisch Dolina Koprowa) ist ein Talsystem in der Slowakei auf der südlichen Seite der Hohen Tatra. 

## Beschreibung und Abgrenzung

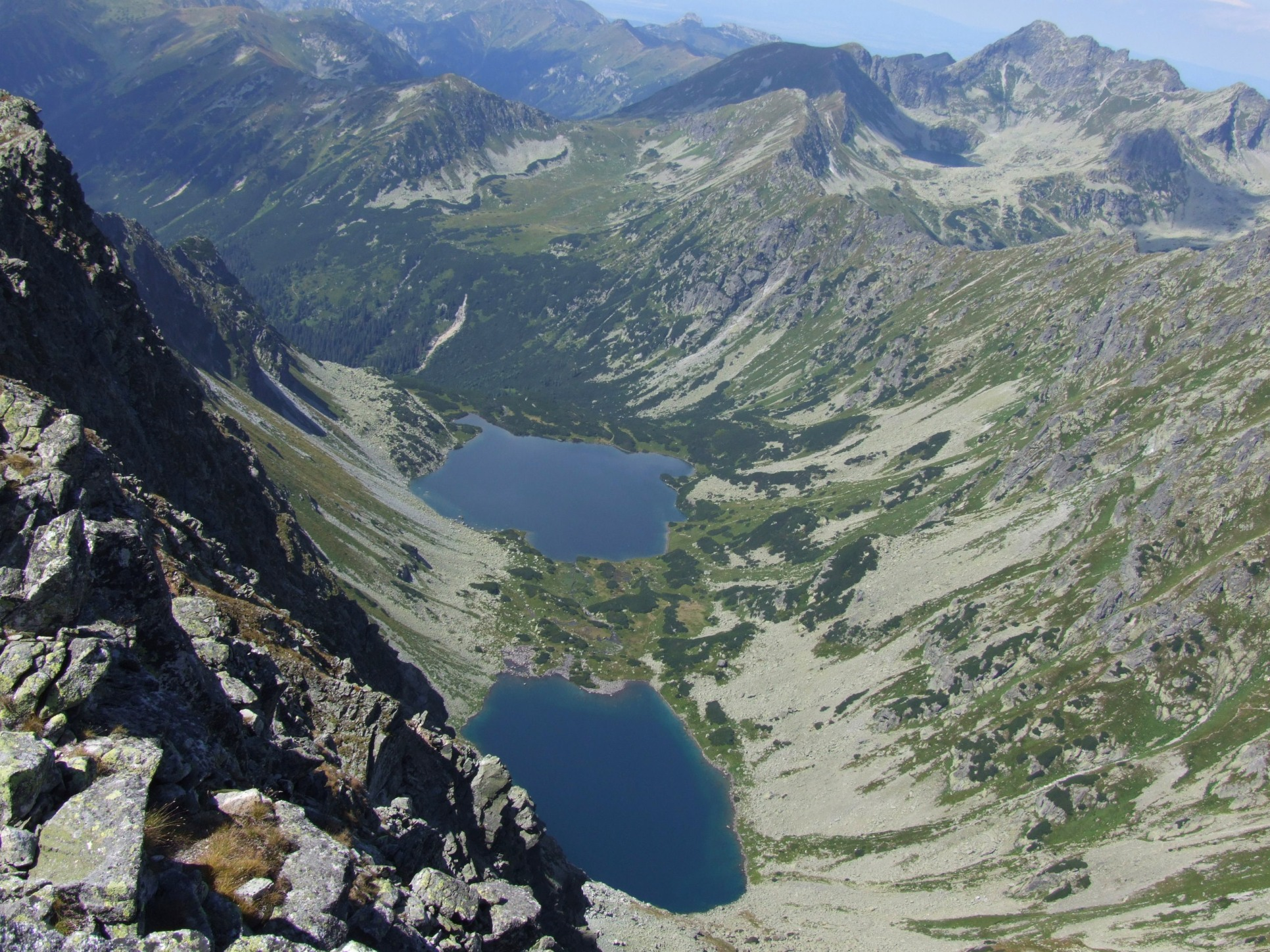
Temnosmrečinská dolina, vom Gipfel des Kôprovský štít gesehen

Das Talsystem ist mit 11 km Länge, 800 bis 1200 m Breite und einer Fläche von 31,3 km² eines der größeren Tatratäler. Die Talmündung liegt östlich von Podbanské im westlichen Teil der Hohen Tatra, das nördliche Ende grenzt an den Hauptkamm der Hohen Tatra zwischen den Bergen Hladký štít und Čubrina. Im mittleren und unteren Tal verläuft die Grenze zwischen der Hohen Tatra und der Westtatra, denn die westlich angrenzende Berggruppe Liptovské kopy gehört bereits zur Westtatra. Hier kann man den Unterschied zwischen den felsigen Spitzen der Hohen Tatra und den kahlen Bergen der Westtatra bemerken. Der obere Teil des Tals heißt Temné smrečiny. 
Die Kôprová dolina umfasst mehrere Seitentäler, wobei die orographisch links gelegenen Täler mehr entwickelt sind als die rechts gelegenen. Die links gelegenen Täler heißen Banský žľab (Grubental),  Škaredý žľab (Garstige Schlucht), Kotlina (Kesseltal), Nefcerka (Neftzertal) und die Hlinská dolina (Hlinskatal), die rechts gelegenen sind Srdce (Herz), Turkova dolina (Türks Tälchen), Garajova dolina (Stiller Grund) und Kobylia dolina (Kolbenheyer-Tälchen). Das obere Ende des Tals und dessen faktische Fortsetzung wird Temnosmrečinská dolina (Smrečiner Tal) und dessen höchster Teil Piargová dolina (Schotterkar) genannt. 
Das Tal grenzt, durch den Hauptkamm der Hohen Tatra getrennt, an die polnischen Täler Dolina Pięciu Stawów Polskich und Dolina za Mnichem im Norden, über die Hauptachse des Seitengrats von Kriváň Hincova kotlina im Talsystem Mengusovská dolina im Nordosten sowie Mlynická dolina, Furkotská dolina und Važecká dolina im Osten und das Talsystem Tichá dolina im Westen und Nordwesten, durch die Berggruppe Liptovské kopy getrennt.

## Gewässer

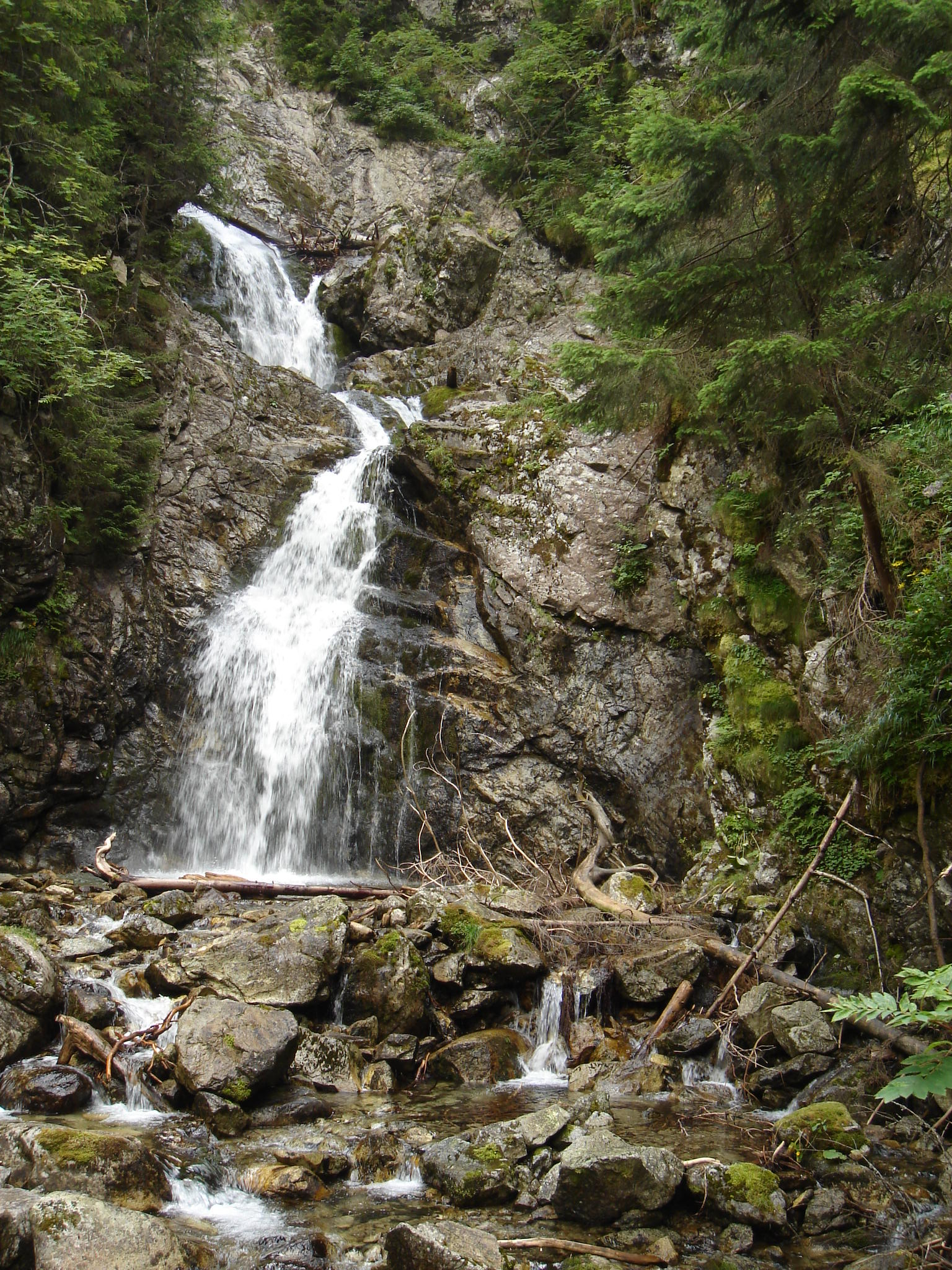
Kmeťov vodopád

Durch das Tal fließt der Bach Kôprovský potok, der durch den Zusammenfluss von Temnosmrečiansky potok und Hlinský potok entsteht und einer der Quellflüsse der Belá ist. Zu den Nebenflüssen gehörten der Nefcerský potok und Krivánsky potok links sowie Turkov potok und Garajov potok rechts. Der Nefcerský potok bildet in seinen Lauf drei Kaskaden, die höchste mittlere heißt Kmeťov vodopád, ein weiterer Wasserfall ist der Vajanského vodopád am Bach Temnosmrečiansky potok. Es gibt mehrere Bergseen im gesamten Talsystem: zwei liegen im Tal Temnosmrečianska dolina und heißen Nižné Temnosmrečinské pleso (Unterer Smrečiner See) und Vyšné Temnosmrečinské pleso (Oberer Smrečiner See), im Seitental Kobylia dolina befindet sich der Bergsee Kobylie pliesko (Kolbenheyersee) und in Nefcerka Nižné Terianske pleso (Unterer Felsgartensee), Vyšné Terianske pleso (Oberer Felsgartensee) und Malé Terianske pleso (Kleiner Felsgartensee).

## Name und Geschichte

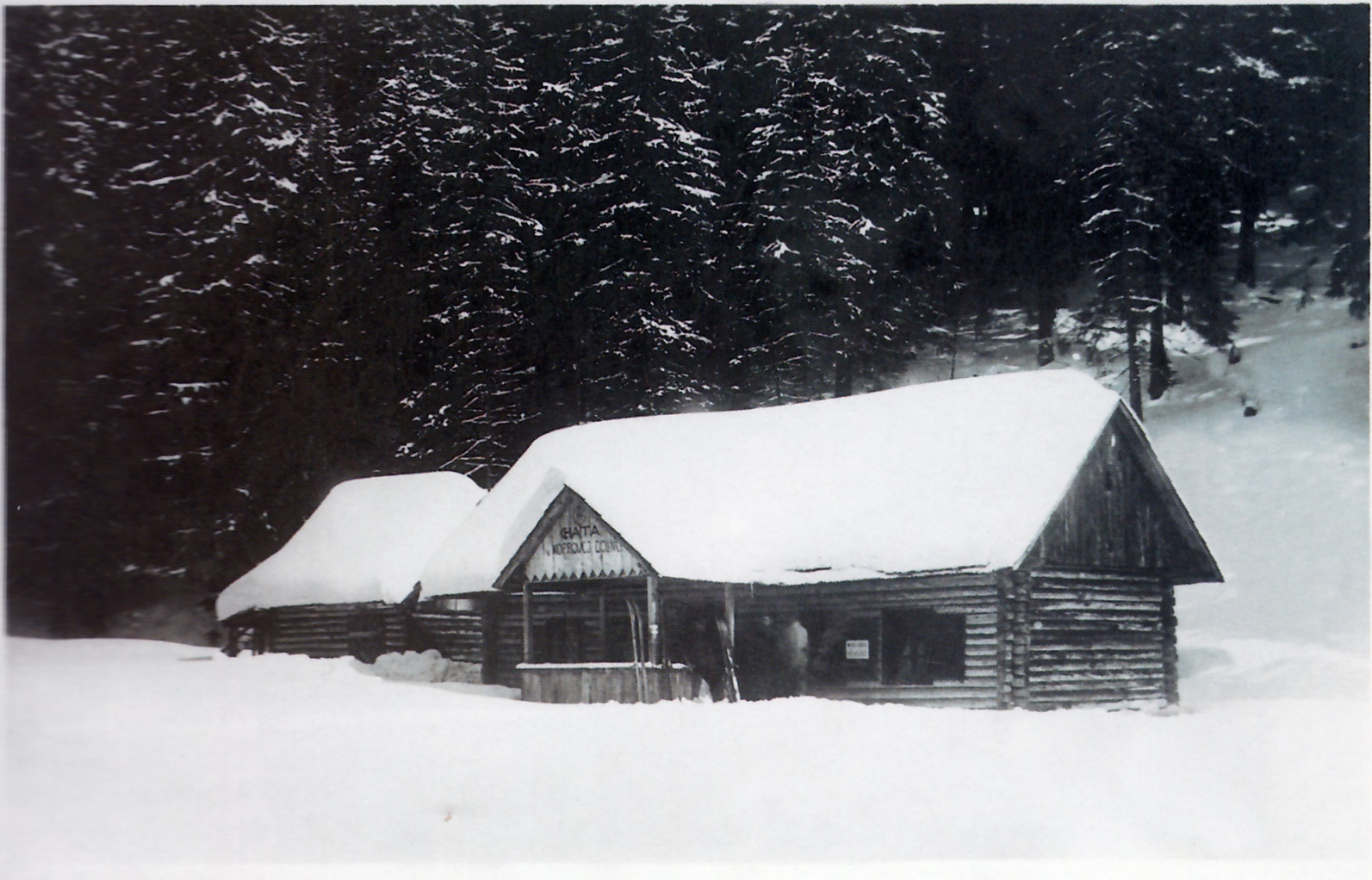
Das historische Mühlmannschutzhaus

Der Name des Tals wird nach Angaben des slowakischen Tatra-Historikers Ivan Bohuš vom slowakischen Namen der Alpen-Mutterwurz, kôprovníček bezobalný, abgeleitet. Der Talname ging dann an den Bach und Berge wie Kôprovský štít über. In den anderen Sprachen ist die Bezeichnung zumeist ähnlich der slowakischen, abgesehen von Neuschöpfungen wie z. B. Dill[e]ntal, wobei hier aber eine Verwechslung mit einer anderen Pflanzenart, der Dill (slowakisch kôpor voňavý), vorliegt.
Der slowakische Schriftsteller Anton Marec gibt hingegen Folgendes an: am Fuße des Kôprovský štít wurde im Mittelalter Cuprit abgebaut, der mit dem Wort koper bezeichnet wurde.
Vom 15. Jahrhundert, eventuell auch früher bis 1788 arbeitete im Talsystem Bergleute, als die letzten Bergwerke eingestellt wurden. Ab dem 16. Jahrhundert trieben Hirten ihre Herden vermehrt in das Tal und holzten Bäume und Bergkiefer ab. Gämsen und Bären lockten hingegen Jäger und Raubschützen an. Einer der frühsten namentlichen bekannten Besucher war Juraj Pongrácz, Gutsherr von Pribylina, der 1750 den Bergsee Nižné Temnosmrečianske pleso zwecks Vermessung erreichte. 
1880 wurde unweit der Mündung des Nefcerský potok eine Jagdhütte des Kronprinzen Rudolf sowie ein Schuppen. Nach Rudolfs Tod im Jahr 1889 wurde die Hütte auch für die Touristen geöffnet, 1909 brannte sie nieder. Wichtig für die Erschließung des Tals war die Anlage eines Wanderwegs von Podbanské nach Štrbské Pleso in den Jahren 1892 und 1893, kurz danach kümmerte sich der Ungarische Karpathenverein um die Verbesserung des Wirtschaftswegs zum Bergsee Nižné Temnosmrečianske pleso. Die oberen Teilen wurden hingegen häufig durch polnische Touristen besucht und 1895 ließ in Temné smrečiny die Polnische Tatra-Gesellschaft eine Almhütte namens Vatra errichten, die bis zum Brand im Herbst 1924 stand.
1912 baute das Forstärar unweit der abgebrannten Jagdhütte ein Forsthaus, das 1924 vom Klub Tschechoslowakischer Touristen in eine Berghütte (Mühlmannova chata, deutsch Mühlmannschutzhaus) für 40 Gäste umgebaut wurde. Während des Slowakischen Nationalaufstands war diese Hütte zeitweise Stabsitz der Partisanentruppe Vysoké Tatry, im Zuge der Kämpfe wurde sie durch Wehrmachtruppen beschädigt. Nach Kriegsende wurde die Hütte zwar erneuert, aber heute steht sie nicht mehr.

## Tourismus

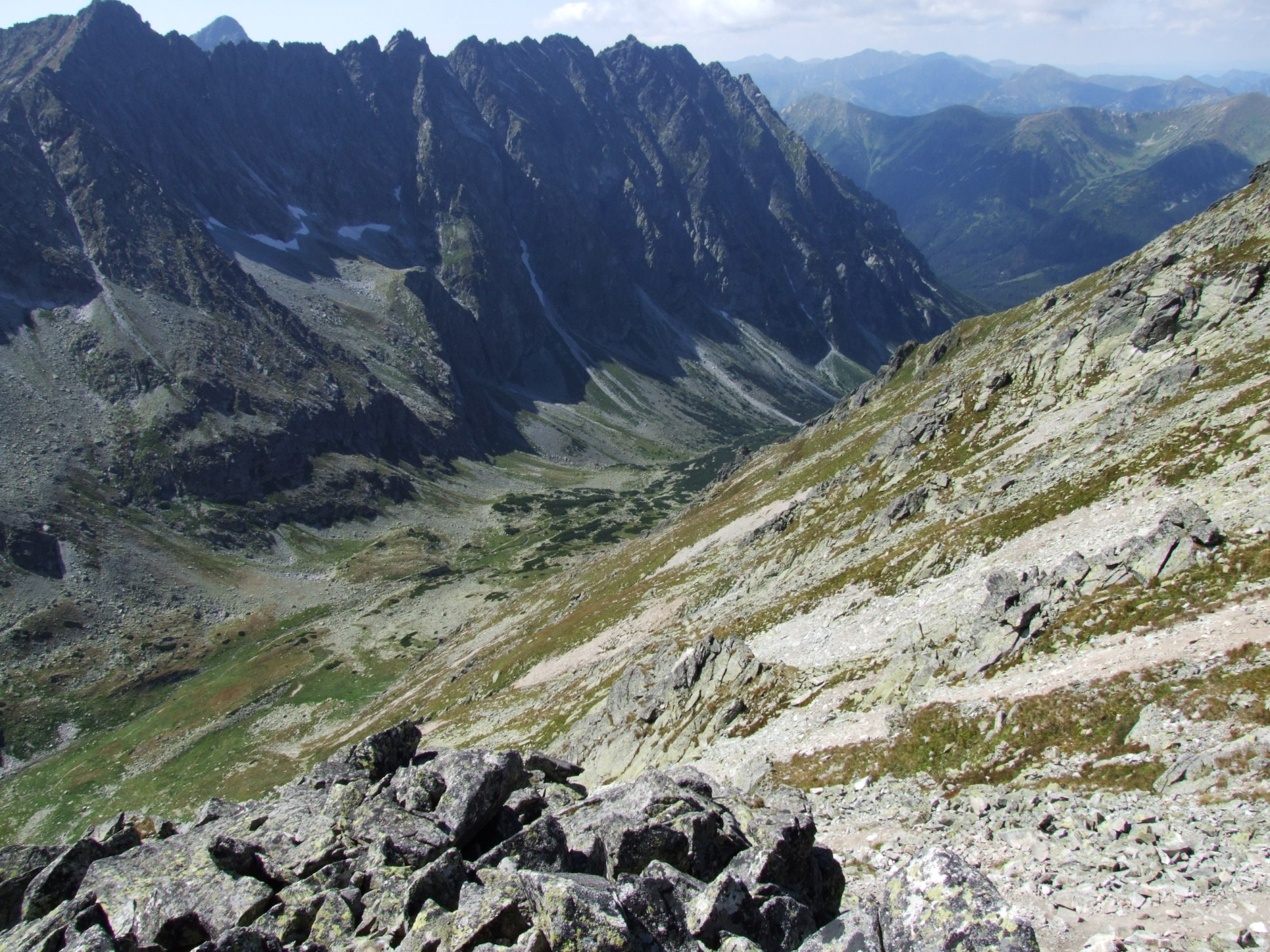
Hlinská dolina

Die touristische Hauptachse des Tals ist ein blau markierter Wanderweg vom Abzweig Nad Bytom, am Treffpunkt mit dem in West-Ost-Richtung verlaufenden rot markierten Wanderweg Tatranská magistrála. Dieser Wanderweg verläuft durch das Haupttal sowie das Seitental Hlinská dolina, mit dem Übergang über den Sattel Vyšné Kôprovské sedlo zum Hochgebirgskessel Hincova kotlina im Talsystem Mengusovská dolina. Von Podbanské heraus führt ein grün markierter Wanderweg zum Abzweig Pod Grúnikom, wo er den blauen Weg trifft. Weiter talaufwärts gibt es eine kurze Stichstrecke zum Kmeťov vodopád und im oberen Tal als Abzweigungen einen grün markierten Wanderweg zum Sattel Závory und einen kurzen rot markierten Wanderweg zum Bergsee Nižné Temnosmrečinské pleso.
Im Talsystem befinden sich heute keine Berghütten, nur einfache Schutzhütten mit Bänken.